# Вуйча
Вуйча (пол. Wójcza) — село в Польщі, у гміні Пацанув Буського повіту Свентокшиського воєводства.
Населення — 317 осіб (2011).
У 1975—1998 роках село належало до Келецького воєводства.

## Демографія
Демографічна структура на день 31 березня 2011 року:
|          | Загалом | Допрацездатний вік | Працездатний вік | Постпрацездатний вік |
| -------- | ------- | ------------------ | ---------------- | -------------------- |
| Чоловіки | 154     | 25                 | 101              | 28                   |
| Жінки    | 163     | 25                 | 83               | 55                   |
| Разом    | 317     | 50                 | 184              | 83                   |